# Pungești
Pungești est une commune du județ de Vaslui en Roumanie.